# The Quarry (film)
Pour plus de détails, voir Fiche technique et Distribution.
The Quarry est un thriller américain coécrit et réalisé par Scott Teems, sorti en 2020.

## Synopsis
Prêtre itinérant, David Martin a quitté l'Ohio pour sillonner les routes de l'Ouest vers le Texas à destination d'une petite ville, Bevel où il doit exercer dans une petite église de la commune. Sur son chemin, il découvre un inconnu inanimé sur la chaussée et décide de l'emmener avec lui tout en lui offrant un repas. Malheureusement, dans une petite carrière, alors que le prédicateur lui demande de se confesser à lui, le quidam l'assassine et usurpe son identité.
Une fois arrivé dans la bourgade en question, le faux pasteur prend rapidement sa place dans la paroisse et ses sermons sur le pardon ou la rédemption attirent de plus en plus de monde. Distant et mystérieux, il éveille les soupçons du chef de la police, Moore, qui tente de découvrir son secret tandis qu'une veuve qui gère l'église et des trafiquants de drogue de la région, les frères Poco et Valentin, commencent à également douter de lui d'autant plus que le cadavre du vrai David Martin est déterré... Aussitôt suspectés du meurtre par Moore qui est prêt à tout pour les arrêter, les deux dealers soupçonnent de leur côté le nouveau prédicateur et l'étau se resserre autour de lui...

## Fiche technique
- Titre original et français : The Quarry
- Réalisation : Scott Teems
- Scénario : Scott Teems et Andrew Brotzmann, d'après le roman La Faille (The Quarry) de Damon Galgut
- Montage : Saira Haider
- Musique : Heather McIntosh
- Photographie : Michael Alden Lloyd
- Production : Laura D. Smith et Kristin Mann
- Sociétés de production : EFC Films, Metalwork Pictures, Prowess Pictures et Rockhill Studios
- Société de distribution : Lionsgate
- Pays d'origine :  États-Unis
- Langue originale : anglais
- Format : couleur
- Genre : thriller
- Durée : 98 minutes
- Dates de sortie  :
  - États-Unis : 17 avril 2020
  - France : 17 mars 2021 (VOD)

## Distribution
- Shea Whigham : le faux David Martin
- Michael Shannon : shérif Moore
- Catalina Sandino Moreno : Celia
- Bobby Soto : Valentin
- Bruno Bichir : le vrai David Martin
- Alvaro Martinez  : Poco